# Darren Cooper
Darren Cooper (Portland, 9 luglio 1983) è un ex cestista statunitense, professionista nella NBDL.